# Bergholmen (vid Tjuvö, Lovisa)
Bergholmen är en ö i Finland. Den ligger i Finska viken och i kommunen Lovisa i landskapet Nyland, i den södra delen av landet. Ön ligger omkring 69 kilometer öster om Helsingfors.
Öns area är 5,4 hektar och dess största längd är 380 meter i nord-sydlig riktning. Närmaste större samhälle är Lovisa, 10,4 km norr om Bergholmen.